# ОШ „Момчило Настасијевић” Горњи Милановац
ОШ „Момчило Настасијевић” се налази у Горњем Милановцу, у улици Иве Лоле Рибара 5. Основана је решењем СО Горњи Милановац број 02-6069 од 29. априла 1964. године, деобом постојеће, једине основне школе. Од 1. септембра 1993. године школа обавља своју делатност под називом Основна школа „Момчило Настасијевић”.
Као нова школа, под називом II основна школа почела је ca радом школске 1964/1965. године у новој школској згради која је била изграђена на месту где се налазила стара зграда бивше „Брусничке школе”. Решењем Окружног привредног суда у Крагујевцу од 23. септембра 1969. године, а на основу одлуке Збора радних људи у проширеном саставу нови назив школе је Основна школа „Др Иван Рибар”. Због великог броја одељења, покренута је 1970. године иницијатива да се изгради нова школа у другом делу града. Kамен темељац је постављен 17. септембра 1971. године, а радови нa школској згради су поверени Грађевинском предузећу „Градитељ”. Нова зграда је завршена и предата нa употребу колективу Основне школе „Др Иван Рибар” 17. септембра 1972. године. Средином децембра 1974. године у школском дворишту завршена је монтажна зграда за потребе продуженог боравка. Од 1984. године у састав ове школе улазе две осмогодишње школе у Враћевшници и Шилопају и четвороразредне у Белом Пољу, Горњој Врбави, Доњој Врбави, Горњој Црнући, Мајдану и Сврачковцима. Од школе се одваја Јабланица и Луњевица.
Школске 1985/1986. године завршена је зграда III Основне школе, тада ОШ „Хероји таковског краја”, сада ОШ „Свети Сава”. Овој школи припадају одељења у Шилопају и Љутовници. Одлуком о оснивању, Скупштина општине је 22. новембра 1991. године основала основну школу под називом: Основна школа „Нова IV основна школа”. Из матичне школе издвајају се сва издвојена одељења. Школа „Др Иван Рибар” од 1. јануара 1992. године ради без издвојених одељења.
Нa седници Наставничког већа, одржаној 13. априла 1992. године, донета је одлука да се Скупштини општине Горњи Милановац упути захтев за промену имена школе. Предложено је да школа носи име Момчилa Настасијевићa, познатог књижевника и нашег суграђанина. Решењем Скупштине општине Горњи Милановац, бр. 1-06-17/93 почев од 27. 02. 1993. године, школа носи назив: Основна школа „Момчило Настасијевић”. Од 1. септембра 1993. године школа обавља своју делатност под називом Основна школа  „Момчило Настасијевић” Горњи Милановац. 
Током новембра 2014. године једна школска учионица је адаптирана за целодневни боравак деце којој је потребна додатна подршка, по одлуци локалне самоуправе, док не буде обезбеђено трајно решење. У овим просторијама време су проводили до почетка реконструкције школе. Средином фебруара 2019. године започела је комплетна реконструкцију школе која је окончана крајем исте године, а ученици су се вратили наставним активностима у потпуно новом, савременом простору, фебруара 2020. године. Извођач радова било је предузеће Југоградња д.о.о. из Београда. По окончању реконструкције школе, ученици и наставници Музичке школе Др „Војислав Вучковић” из Чачка, Издвојено одељење у Горњем Милановцу, добили су нове, сталне просторије у којима су наставили свој дугогодишњи образовни рад.